# Cardiophorellus
Cardiophorellus is een geslacht van kevers uit de familie  
kniptorren (Elateridae).
Het geslacht is voor het eerst wetenschappelijk beschreven in 1970 door Cobos.

## Soorten
Het geslacht omvat de volgende soorten:
- Cardiophorellus gracilicornis Cobos, 1970
- Cardiophorellus inermis Cobos, 1970